# George Konig

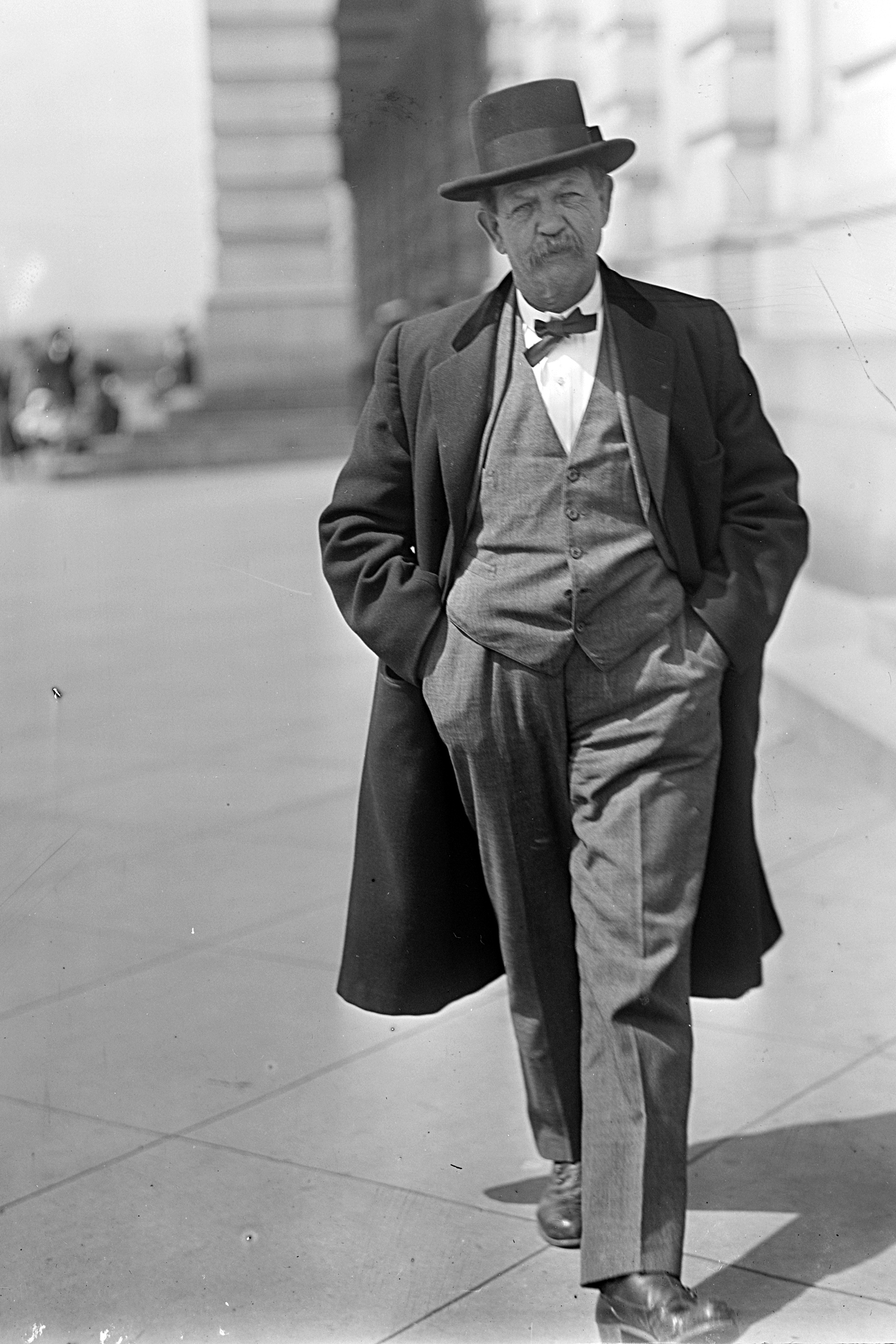
George Konig (1913)

George Konig (* 26. Januar 1856 bei North Point, Baltimore County, Maryland; † 31. Mai 1913 in Baltimore, Maryland) war ein US-amerikanischer Politiker. Zwischen 1911 und 1913 vertrat er den Bundesstaat Maryland im US-Repräsentantenhaus.

## Werdegang
Noch während seiner Kindheit kam George Koning mit seinen Eltern nach Baltimore. Er besuchte so gut wie keine Schulen, sondern brachte sich das nötige Wissen selbst bei. Danach arbeitete er zehn Jahre lang im Schiffsbau. Zwischenzeitlich leitete er die für diese Branche zuständige Gewerkschaft. Außerdem war er zwölf Jahre lang Schatzmeister dieser Gewerkschaft. Zwischen 1894 und 1913 fungierte er als Geschäftsführer der Baltimore Pulverizing Co. Gleichzeitig schlug er als Mitglied der Demokratischen Partei eine politische Laufbahn ein. Von 1903 bis 1911 saß er im Stadtrat von Baltimore.
Bei den Kongresswahlen des Jahres 1910 wurde Konig im dritten Wahlbezirk von Maryland in das US-Repräsentantenhaus in Washington, D.C. gewählt, wo er am 4. März 1911 die Nachfolge von John Kronmiller antrat. Nach einer Wiederwahl konnte er bis zu seinem Tod am 31. Mai 1913 im Kongress verbleiben. Anschließend wurde er in Baltimore beigesetzt. Seit 1884 war George Konig mit Margaret Schroeder verheiratet, mit der er fünf eigene Kinder hatte. Außerdem hatte das Paar zwei weitere Töchter adoptiert.